# Собкув
Собкув (пол. Sobków) — місто на південному сході Польщі, центр Ґміни Собкув Єнджейовського повіту Свентокшиського воєводства. Лежить на лівому березі річки Ніда, за 12 км на північний схід від повітового центру, міста Єнджеюв.

## Історія
Місто заснував Станіслав Собек, староста малогоський у 1563 році. Було засновано замок. З 1563 року по 1870 рік Собкув мав статус міста. 1667 року налічувалося лише 32 двори, 270 мешканців. У 1827 115 будинків та 1003 мешканці. Після втрати статусу міста став осадою. 1915 року осада цілком спалена. 1960 року мешкало бл. 600 осіб. 2021 року — 1010 осіб.
1 січня 2025 року Собкову відновлено міські права.

## Пам'ятки
- Форталіція (1560—1570)
- Костел св. Станіслава (бл. 1560)
- Залишки кіркуту